# Sanja Gavrilović
Sanja Gavrilović, född 20 september 1982, är en friidrottare från Kroatien. Hon deltog vid olympiska sommarspelen 2004 och olympiska sommarspelen 2008.